# بلیس (دهانه)
بلیس یک دهانه برخوردی در ماه است.